# Hannibal – Rome's Worst Nightmare
Hannibal - Rome's Worst Nightmare este un film de televiziune din 2006, produs de British Broadcasting Corporation. El a fost prezentat ca un documentar dramatizat.
Filmul este centrat în principal pe campania italiană a lui Hannibal Barca, faimosul general cartaginez. Rolul lui Hannibal este interpretat de Alexander Siddig, iar Bashar Rahal este Hasdrubal.

## Rezumat
După cum indică numele său, filmul prezintă campaniile militare ale lui Hannibal Barca, faimosul general cartaginez. Inspirat în principal din opera lui Titus Livius (cărțile XXI-XXV), acest film începe în anul 218 î.Cr., când Saguntum, oraș spaniol sub protectorat roman, este asediat de trupele cartagineze ale lui Hannibal Barca. Acest lucru are ca efect inițierea de alianțe, Saguntum fiind potrivit Romei în afara sferei de influență cartagineză căci se aliase cu ea, în timp ce cartaginezii își revendică drepturile asupra acestui oraș. Hannibal ignoră avertismentele Romei și ocupă în cele din urmă orașul, care va arde complet, cu civilii în interior (Titus Livius, cartea XXI). Roma și Cartagina intră astfel în război. Hannibal Barca, Magon și Hasdrubal, precum și Maarbal, decid să-și continue marșul din Spania către Roma. Dintr-o dată, Hannibal își expune în fața Adunării ideea sa îndrăzneață...

## Distribuție
- Alexander Siddig - Hannibal Barca
- Emilio Doorgasingh - Maharbal
- Mido Hamada - Magon Barca
- Hristo Mitzkov - Gisko
- Shaun Dingwall - Scipio Africanul
- Tristan Gemmill - Caius Terentius Varro
- Ben Cross - Quintus Fabius Maximus Verrucosus
- Valentin Ganev - Paulius
- Bashar Rahal - Hasdrubal Barca
- Bob Dixon - Publius Scipio
- Hristo Mutafchiev - Vandicar
- Teodora Ivanova - Imilce
- Vincent Riotta - Hanno
- Ivan Petrushinov - căpetenia boilor
- Kenneth Cranham - povestitorul

## Vezi și
- Listă de filme despre Roma antică